# 戰國Collection
《戰國Collection》（日语：戦国コレクション，又譯：戰國大亂鬥）是2012年4月開始播出的動畫，以同名社群卡牌遊戲為原作。

## 登場人物

### 戰國武將
小惡魔王・織田信長
聲：大久保瑠美
第一話主要角色。為了回到原本的世界，而開始收集秘寶。曾經說過有一名摯友，可能為明智光秀。
第十三話出時，遇見了一名叫做「蝶姬」的少女。被蝶姬稱做「信兒」。與蝶姬在海邊遊玩時，因為蝶姬不小心摔倒的關係，碰巧跟蝶姬接吻了。
第十六話登場時，闖入足利義輝以及柳生石舟齋的女子茶會索取祕寶。被兩人要求一起參加俄羅斯輪盤的遊戲，吃到辣蛋糕的人就出局。雖然信長吃到最後剩下的辣蛋糕，但因為義輝決定與石舟齋留在現在的世界，因此信長就把兩人的祕寶給拿走了。
第十七話登場時，奪取了劉備的祕寶，但因為劉備的祕寶有著會變成豬的詛咒，因此變成了豬，但是因為本身意志力強大的關係馬上就變回了原樣。而看到這幕的劉備不禁讚嘆信長十分厲害。
在戰國時代時，對於沒有將奪得天下一戰的遠征軍總大將一職交給光秀，是因為感到不安，希望身邊能有個自己最信任的人陪伴在身邊，所以才沒有將總大將一職交給光秀，目的就是為了把光秀留在身邊陪伴自己。這件事只有家康知道，信長也囑咐家康不准說出去。
泰平女君・德川家康
聲：花澤香菜
第二話以及第二十四話主要角色。看到了當紅偶像羅薩琳的表演後，決定成為像羅薩琳那樣的人。後來家康急速竄起，取代了當紅偶像羅薩琳，成為了新一代的當紅人物。
為了繼續當偶像，而把祕寶給了信長。
在今川家當人質時，為了排遣無聊經常一個人在角落唱歌，太原雪齋稱讚其唱的歌非常好聽。
純愛天使・直江兼續
聲：中原麻衣
第三話主要角色。與謙信同居，負責謙信的生活起居。因來到了現代，眼睛逐漸失去了辨識顏色的色彩，只看得見黑白。
聖少女・上杉謙信
聲：能登麻美子
第三話主要角色。與兼續同居。擔任模特兒。
獨眼龍姬・伊達政宗
聲：恆松步
第四話的主要角色。右眼戴上眼罩的獨眼武將。解決掉綠組後，目前為通緝犯，逃走中。
在第十五話與最上義光相會，婉拒義光的幫助後離開。
斬神・塚原卜傳
聲：原紗友里
第五話主要角色。劍術十分高超。足利義輝的劍術老師。
受到黑心節目製作人所製作的黑心剪接節目影響，而被疏遠、懼怕。後來與義輝在直播節目上聯手拆穿黑心製作人的意圖，解開了大眾對戰國武將的誤會。
識神・平賀源內
聲：工藤晴香
第六話主要角色。非常喜歡吃鰻魚。擅長發明物品，但有些都是沒甚麼用處的東西。
風流人・松尾芭蕉
聲：西明日香
第七話主要角色。喜愛寫俳句，也喜愛吟詠俳句，有時會以俳句的五七五調子來說話。
攝政女王・豐臣秀吉
聲：名塚佳織
第八話主要角色。非常喜歡吃米。稱信長為「大姐」。
野心公主・北條早雲
聲：廣橋涼
第九、十話主要角色。擁有強大的實力，以及巨大的野心。之所以能那麼的自信滿滿，是因為有著「炎之守護」的加持，因此不會因為熱而受到任何的傷害。遇到逆境更能燃燒起來的類型。今川義元的家臣。
寄宿在一名叫做高橋純的少女的家中。對外以「伊勢新九郎」自稱，純則稱早雲為「新九」。
目前遇到了本來侍奉的今川義元，為了實現與今川義元的約定再次跟隨今川。並且與純約定好當結束後會再次回到純的身邊。
凶惡少女・松永久秀
聲：田中敦子
第十一話主要角色。為詐欺師，騙術十分高明。接受大使館大使的女兒，莎拉的請託，搞垮了在大使館地下的賭場。
舞櫻・前田慶次
聲：淺野真澄
第十二話主要角色。騎著一台叫做「松風」的摩托車，能跟松風進行對話。身材高挑，身穿華麗服裝的傾奇者。身為傾奇者的堅持，內衣一定要是純白色的，理由是因為，內衣是在人生的最後穿的衣服，可能的話內衣要跟死後的裝束一樣（壽衣為白色）。平常的時候在超商打工，帶著眼鏡，裝扮十分樸素，說話的口氣也會變得十分有禮貌，與原本華麗且相當有自信、威嚴的姿態相差甚遠。
被流傳為「Saturday Night Rider」，在星期六的夜晚出現，制裁不良少年的迷之摩托，有如都市傳說般的存在。
銀蜂・杉谷善住坊
聲：澤城美雪
第十三話主要角色。技術高超的暗殺者，槍法十分高明。來到現在的世界時，第一個遇見的人便是「蝶姬」，被蝶姬稱做「杉兒」。
在原本的世界時，今川義元給了命令讓善住坊殺死信長，只要善住坊取得信長的頂上人頭時，今川將會給予豐厚的賞賜。但是在現在的世界殺死信長並不會得到任何賞賜，即使知道這一點，善住坊為了貫徹身為暗殺者的自己的信念，還是下了決定一定要將信長給除掉。
跟蹤並暗殺信長時，總是會不小心錯手而沒殺掉信長，經過幾次失敗，耐不住性子的善住坊便跑到信長面前，發了牢騷。也因為這樣的舉動讓信長有機會奪得善住坊的祕寶。最後在信長離開時，答應信長會和蝶姬當好朋友。
金牡丹・近藤勇
聲：高橋智秋
第十四話主要角色。新選組組長，身材高挑豐滿。是三人中適應力最強的，因為自己的提議，三人因而成為女高中生，目前在日之本女子高校就讀。
黑桔梗・土方歲三
聲：渡邊明乃
第十四話主要角色。新選組副組長。愛刀是「和泉守兼定」。
白蓮・沖田總司
聲：神田朱未
第十四話主要角色。新選組成員。雖為病弱體質，但是有著「最強」的稱號。非常喜歡草莓大福，可以為了草莓大福展露出「最強」的一面。
殲滅公主・最上義光
聲：上坂堇
第十五話主要角色。非常害怕有關靈異現象的超自然事物。在原本的世界與伊達政宗同住，被政宗稱做「大娘」。
想要幫助目前成為通緝犯的政宗，但是被政宗以必須背負毀滅綠組的罪名以及不連累義光的理由回絕。在政宗離開後，施放煙火送走了政宗。
劍聖・足利義輝
聲：佐藤利奈
第十六話主要角色。為第五話的主要角色塚原卜傳的徒弟。為幕府將軍。雖然與石舟齋以互相欺騙互相捉弄的關係相處到現在，但事實上兩人的友情是很堅固的。
與柳生宗巖在上泉信綱的門下學習過劍術，柳生為姐姐，義輝為妹妹。平常是將軍的身分，石舟齋則是長輩的身分，也因此在修行其間石舟齋常常捉弄義輝，而其中最常出現的捉弄陷阱為在食物裡加入山葵的陷阱。因為這個原因讓義輝決定舉辦兩人的女子茶會，以相同的陷阱報復石舟齋，兩人分別以喝到超辣果汁以及吃到超辣泡芙結果，兩敗俱傷。
斬神・柳生石舟齋
聲：木村遙
第十六話出現角色之一。與足利義輝在上泉信綱門下修行時，時常在食物裡加入山葵來捉弄義輝。與義輝關係良好。
參加義輝舉辦的兩人茶會時，原本要將一把名刀送給義輝，但是發現了義輝想要報復往事的意圖時，便以「不會把刀送給心胸狹窄的人，比如想要重提舊事報復的人。」，雖然成功地讓義輝吃下義輝準備的超辣泡芙，但卻被義輝欺騙而喝下超辣果汁，可謂兩敗俱傷。
春陽愛君・劉備
聲：堀江由衣
第十七話主要角色。蜀國的少女皇帝。使用兩把雙刀當武器，身手很好。
因為自身祕寶的關係，太陽下山後就會變成豬，但在祕寶被信長奪走後，就變回了原狀。反倒是信長因為劉備的祕寶的關係而變成了豬，但是因為信長意志力太過強大的關係，才變成豬沒多久就變回了原狀，而看到這幕的劉備也不禁讚嘆。
目前於東京都三鷹市下連省的「女鷹家政婦派遣事務所」從事家政婦的工作。
四葉草・大谷吉繼
聲：白石晴香
第十八話主要角色。在罐頭工廠工作。
因為一次的意外而與一名叫做「Angel」的女性開始通信，互不相識的兩人也因為通信的關係成為了好友。就在吉繼湊齊旅費要去找Angel時，吉繼卻把旅費弄丟了，吉繼便寫信將這件事告訴Angel，在這之後有一段時間吉繼未曾再收到Angle的回信。當吉繼心灰意冷時，吉繼再次收到了Angel所寄來的信，裡面有著Angel給吉繼的機票，於是吉繼便動身去找Angel，未料到當吉繼到達Angel的居所時，Angel卻已經不在人世了。死因是過勞死，Angel在沒有回信的半年裡努力打工著，就是為了買到機票與吉繼見面。令人深感遺憾的是，當吉繼到達時，Angel也逝世了。
復仇的獠牙・明智光秀
聲：日笠陽子
第十九、二十話主要角色。在劇中開頭，醒來時是呈現失憶的狀態，而在夢醒後，想起了一切。因為不想去接受自己，把對自己十分重要的信長給殺害的事實，因此才會在離開戰國時代時呈現失憶的狀態。之後從千利休口中得知信長未死的訊息。
光秀在戰國時代時並沒有祕寶，因此不管在那個時候立下多麼大的功勞亦或是擁有相當出色的能力，只要沒有祕寶就很難被人所認可。而信長也明知道光秀很在意這點，還是常常以沒有祕寶來對光秀說嘴。
而當光秀聽說秀吉也有了祕寶之後，對於光秀來說十分痛苦的日子也拉開序幕。光秀心中產生的醋意、嫉妒、妒忌等負面心情擾亂著光秀的心，也讓光秀的祕寶開始萌芽。
接著，到了信長即將統一天下的一戰時，認為自己會擔當遠征軍總大將一職的光秀，聽到信長決定讓秀吉擔任總大將時，心中的負面情緒也爆發出來，光秀的祕寶也跟著成形，以負面情緒產生出來的祕寶讓光秀的心智也跟著黑化，因此才會犯下背叛自己主子的事情。當光秀回過神來時，才發現到自己鑄下了無法挽回的大錯。
信長尋著祕寶的蹤跡，追尋到了光秀，當信長即將拿走光秀的祕寶時，光秀在最後一刻反悔，並且逃離了信長。
戰騎女王・武田信玄
聲：新谷良子
第二十一話主要角色。拿著一把寫有「風林火山」的扇子。實力十分強大，可以空手將守衛機器人輕鬆打倒。
離開戰國時代後，在宇宙航空站「納霍德卡」醒來。與航空站的管理人員，達成將人工智能「威斯納9000」打倒，就將信玄帶回到地球上的交易。
與舊式支援機器人「弗查德29」連手一起將「威斯納9000」順利打倒。
華麗者・片倉小十郎
聲：今井麻美
第二十二話主要角色。
為了追捕伊達政宗，而加入「戰國武將對策室」。
雖然與政宗感十分情深厚，但在追捕的過程中並沒有表現出處處維護政宗的情感，而被與自己一同追捕政宗的日暮刑事多次說為「冷酷的女人」。而在找到了詐死的政宗後，終於流露出情感。因為為了貫徹自己的信條，而對政宗所提出的留在身邊的要求而有所遲疑，在身為自己上司的日暮刑事的命令之下，最後與政宗一同離開。
沙場・尼子經久
聲：喜多村英梨
第二十三話主要角色。四歲的幼兒園生。運用自身的智慧，攏絡了全部的幼兒園生一起在沙坑建造了城堡，並命名為「蘋果城」。
但在與同伴們一起欣賞建造好的沙城堡的時候，信長正好跳出來準備要奪取尼子經久的祕寶，也因為這一跳信長毀壞了尼子經久等人辛苦建造而成的沙城堡。最後信長因為不敵幼兒園生的哭泣吵鬧，還未奪得尼子經久的祕寶便落荒而逃。
元帥公主・今川義元
聲：清水愛
第二十五話主要角色。一心想要早點挑戰信長並將信長擊敗，但是被太原雪齋所阻止，雪齋以既然義元透過修練而增強實力那麼信長也是同理，冒然的挑戰只會像過去一樣嘗到敗果（但實際上同一時間的信長正在悠閒的過日子）。義元也因此失去幹勁，每天過著吃點心看電視的廢柴生活。
之後接受風魔小太郎的意見，到森林走踏，嘗試了第一次釣魚並在數次失敗後，終於成功釣到魚，而義元也迷上了釣到魚的樂趣，每天鑽研著釣魚的技巧，嘗試著不同的釣魚方式。
某天，義元往山上尋找新的釣場時，看見了巨大的金色鯉魚，並將其稱為「池沼之主」，義元也為了要將池沼之主釣起開始了特訓，最後雖然沒有釣起池沼之主，但池沼之主反而讓義元領悟更為重要的東西。看到此景的雪齋也同意讓義元向信長展開反攻。

### 其它
三巫女
狐巫女（きつね巫女）
聲：長谷川唯
兔巫女（うさぎ巫女）
聲：竹之內彩
貓巫女（ねこ巫女）
聲：高木友梨香
可愛・森蘭丸
聲：松嵜麗
第一話登場，信長的家臣。
斬神・伊東一刀齋
聲：小松未可子
茶道・千利休
聲：早見沙織
女教師・太原雪齋
聲：河合紗希子
女忍者・風魔小太郎
聲：小清水亞美
響神・貝多芬
聲：吉川友

## 電視動畫

### 主題曲
片頭曲
（第1話 - 第13話）
作詞：loco2lit，作曲：後藤康二（ck510），編曲：Konnie＝PLASMO'-Aoki＋nonSectRadicals，歌：ABCHO
「back into my world」（第14話 - 第26話）
作詞、作曲、編曲：OSTER project，歌：Sweety
片尾曲
「UNLUCKY GIRL!!」（第1話 - 第13話）
作詞、作曲・編曲：OSTER project，歌：Sweety
（第14話 - 第26話）
作詞、作曲、編曲：SmileR，歌：吉川友
插曲
「Love Scope」（第2話、第13話）
作詞：黑須克彥、rino，作曲、編曲：黑須克彥，歌：泰平女君・德川家康（花澤香菜）
「Misty Moon」（第2話）
作詞：mao，作曲、編曲：東タカゴー，歌：Rosary（寺崎裕香）
（第4話）
作詞、作曲、編曲：lotta，歌：獨眼龍姬・伊達政宗（恒松步）
「Cry」（第22話）
作詞：mao，作曲・編曲：戶田章世，歌：華麗·片倉小十郎（今井麻美）
（第24話）
作詞：yozuca*，作曲・編曲：增谷賢，歌：泰平女君・德川家康（花澤香菜）

### 各話列表
| 話數          | 日文標題             | 中文標題       | 腳本          | 分鏡     | 演出              | 作畫監督                     |
| ------------- | -------------------- | -------------- | ------------- | -------- | ----------------- | ---------------------------- |
| COLLECTION-1  | Sweet Little Devil   | 甜蜜小惡魔     | 雜破業        | 後藤圭二 | 後藤圭二          | 柴田勝紀                     |
| COLLECTION-2  | Peaceful Empress     | 和平皇后       | 待田堂子      | 後藤圭二 | 日卷裕二          | 石井久美                     |
| COLLECTION-3  | Pure Angel           | 純潔天使       | 雜破業        | 後藤圭二 | 藤本次郎          | 奥野浩行 大庭小枝            |
| COLLECTION-4  | One-eyed Dragon      | 獨眼龍         | 新井輝        | 後藤圭二 | 後藤圭二          | 石川智美                     |
| COLLECTION-5  | Sword Maiden         | 斬神           | 金澤慎太郎    | 柴田勝紀 | 金子伸吾          | 進藤優                       |
| COLLECTION-6  | Knowledge Master     | 識神           | 關根聰子      | 平向智子 | 平向智子          | 小林利充 谷川亮介            |
| COLLECTION-7  | Refined Bard         | 風流人         | 待田堂子      | 後藤圭二 | 日卷裕二          | 石井久美                     |
| COLLECTION-8  | Regent Girl          | 太閤娘         | 金澤慎太郎    | 柴田勝紀 | 金子伸吾          | 柴田勝紀 進藤優              |
| COLLECTION-9  | Ambitious Princess-Ⅰ | 野心公主-Ⅰ     | 新井輝        | 佐藤雄三 | 有富興二          | 龜谷響子 近藤奈都子          |
| COLLECTION-10 | Ambitious Princess-Ⅱ | 野心公主-Ⅱ     | 新井輝        | 後藤圭二 | 田村正文          | 田村正文                     |
| COLLECTION-11 | Brutal Maiden        | 凶惡少女       | 金澤慎太郎    | 寺東克己 | 小柴純彌          | 石川智美 進藤優 石井久美     |
| COLLECTION-12 | Dancing Blossom      | 舞櫻           | 新井輝        | 大畑晃一 | 山內まな          | 中村深雪                     |
| COLLECTION-13 | Silver Hornet        | 銀蜂           | 雜破業        | 後藤圭二 | 三上喜子 飯田薰久 | 進藤優 松本健太郎            |
| COLLECTION-14 | Novel Deciders       | 新選組         | 待田堂子      | 菅原靜貴 | 菅原靜貴          | 石井久美                     |
| COLLECTION-15 | Annihilate Princess  | 殲滅公主       | 新井輝        | 平田豐   | 平田豐            | 遠藤大輔                     |
| COLLECTION-16 | Blade Adept          | 劍聖           | 金澤慎太郎    | 後藤圭二 | 日卷裕二          | 小丸敏之 鷲田敏彌            |
| COLLECTION-17 | Sunshine Ruler       | 春陽愛君       | 關根聰子      | 田村正文 | 田村正文          | 田村正文                     |
| COLLECTION-18 | Four Leaves          | 四葉草         | 待田堂子      | 後藤圭二 | 三上喜子          | 中村深雪                     |
| COLLECTION-19 | Vengeful Fang-IS     | 復仇的獠牙-IS  | 雜破業        | 金子伸吾 | 金子伸吾          | 石井久美 松本健太郎 谷川亮介 |
| COLLECTION-20 | Vengeful Fang-OS     | 復仇的獠牙-OS  | 雜破業        | 後藤圭二 | 飯田薫久          | 柴田勝紀 鷲田敏彌            |
| COLLECTION-21 | Cavalry Queen        | 戰騎女王       | 新井輝        | 川越淳   | 川越淳            | 進藤優                       |
| COLLECTION-22 | The Splendor         | 華麗者         | 新井輝        | 日卷裕二 | 日卷裕二          | 石井久美                     |
| COLLECTION-23 | The Dune             | 沙場           | 金澤慎太郎    | 松本淳   | 三上喜子 金子伸吾 | 中村深雪 柴田勝紀            |
| COLLECTION-24 | Peaceful Empress-EX  | 和平皇后-EX    | 待田堂子      | 矢野博之 | 菅原静貴          | 石川智美 松本健太郎          |
| COLLECTION-25 | Marshal Princess     | 元帥公主       | 新井輝 雜破業 | 田村正文 | 田村正文          | 遠藤大輔                     |
| COLLECTION-26 | Sengoku Collection   | 戰國Collection | 雜破業        | 後藤圭二 | 後藤圭二          | 柴田勝紀 進藤優              |

## 外部連結
- 原作官網 （页面存档备份，存于）（日語）
- 戰國Collection電視動畫官網 （页面存档备份，存于）（日語）